# Mantispa ambonensis
Mantispa ambonensis är en insektsart som beskrevs av Ohl 2004. Mantispa ambonensis ingår i släktet Mantispa och familjen fångsländor. Inga underarter finns listade i Catalogue of Life.